# Томьянович, Руди
Рудольф Томьянович-младший (англ. Rudolph Tomjanovich, Jr., родился 24 ноября 1948 года) — американский баскетболист и тренер, который привёл «Хьюстон Рокетс» к двум чемпионским титулам НБА. В настоящее время работает спортивным агентом в «Лос-Анджелес Лейкерс». Член Зала славы баскетбола с 2020 года.

## Биография
Томьянович родился в Хамтрамке, Мичиган, США и имеет сербское происхождение. Учился в средней школе Хамтранка, а с 1967 по 1970 год в Мичиганском университете.

## Карьера в НБА

### Инцидент с Кермитом Вашингтоном
9 декабря 1977 года, во время матча между «Лос-Анджелес Лейкерс» и «Рокетс», на площадке вспыхнула драка между несколькими игроками команд. Руди, который имел в лиге репутацию миротворца, бросился разнимать дерущихся. Игрок «Лейкерс» Кермит Вашингтон увидев это, но не зная о намерениях Томьяновича, ударил его с разворота. Удар застал Руди врасплох, в результате чего он получил перелом лицевой кости и потерял сознания в луже собственной крови посреди арены. Карим Абдул-Джаббар сравнил звук удара со звуком падения арбуза на бетон. Игроки, участвовавшие в матче, сказали, что сразу после падения Руди, арена затихла и что они никогда не слышали столь «громкое молчание».
Томьянович сам смог встать и пойти, а по пути в раздевалку он увидел Вашингтона. Руди рассказывал, что он очень разозлился и спросил Кермита, почему он ударил его. Вашингтон кричал что-то о Куннерте, что именно Руди не расслышал, так как они были разделены охранниками для безопасности. Томьянович был не в состоянии драться, несмотря на его агрессивность. Перелом черепа был таким, что его спинномозговая жидкость и кровь текли ему в рот. Позднее он вспоминал, что во время инцидента, он думал, что на него упало табло. Доктор, который работал с Томьяновичем сравнил операцию со склеиванием вместе разбитой яичной скорлупы скотчем. В результате Вашингтон был оштрафован на 10 000 долларов, и дисквалифицирован на всего 60 дней, включающих в себя 26 игр.
В 70-х годах драки на площадке были очень распространены и особо не карались. В результате удара Вашингтона лига приняла строгие наказания за подобные инциденты. С 2010 года любой игрок, который пытается ударить другого, даже если он не попадает, автоматически удаляется из игры и пропускает следующую. Также НБА добавила третьего судью.
После инцидента жизнь Вашингтона и его семьи очень усложнилась. Потоки ненависти, расовые эпитеты, опасения, что он будет отравлен и др. На момент «знаменитого» удара жена Вашингтона была на восьмом месяце беременности и её акушер отказался обслуживать её, потому что она была женой Кермита. Томьянович же выбыл на пять месяцев. В конце концов, он полностью восстановился, но его игровая карьера начала медленно угасать, и он был вынужден закончить выступления в 33 года. Этот случай и его последствия описываются в книге Джона Фейнштейна «Одна ночь, две жизни и драка, которая изменила баскетбол навсегда».

### Тренерская карьера

#### Национальная сборная США
В 1998 году Томьянович возглавил национальную сборную США по баскетболу перед чемпионатом мира по баскетболу в Греции. Из-за локаута в НБА Томьянович был вынужден выбирать игроков из Континентальной баскетбольной ассоциации, которых привел в бронзовым медалям. Томьянович также руководил национальной командой на летних олимпийских играх 2000 года в Сиднее. Под его руководством США завоевало золотые медали.

#### Хьюстон Рокетс
В 1994 году стал главным тренером «Хьюстон Рокетс», сменив на этом посту Дона Чейни. До этого исполнял обязанности ассистента этого же тренера с февраля 1992 года. Был главным тренером команды в течение 12 сезонов. Выиграл с этой командой два чемпионства НБА 1994 и 1995 года. Соотношение побед и поражений в качестве тренера команды: 503—397. В последних четыре года не попадал в плей-офф.

#### Лос-Анджелес Лейкерс
В 2004 году Томьянович стал главным тренером «Лейкерс», сменив на этом посту Фила Джексона. Однако, после всего 41 игры он ушёл в отставку в связи плохим состоянием здоровья из-за рака мочевого пузыря. После ухода с поста главного тренера, он остается консультантом в «Лейкерс».

## Статистика

### Статистика в НБА
| Сезон                                                                                    | Команда          | Регулярный сезон | Регулярный сезон | Регулярный сезон | Регулярный сезон | Регулярный сезон | Регулярный сезон | Регулярный сезон | Регулярный сезон | Регулярный сезон | Регулярный сезон | Регулярный сезон | Серия плей-офф | Серия плей-офф | Серия плей-офф | Серия плей-офф | Серия плей-офф | Серия плей-офф | Серия плей-офф | Серия плей-офф | Серия плей-офф | Серия плей-офф | Серия плей-офф |
| Сезон                                                                                    | Команда          | GP               | GS               | MPG              | FG%              | 3P%              | FT%              | RPG              | APG              | SPG              | BPG              | PPG              | GP             | GS             | MPG            | FG%            | 3P%            | FT%            | RPG            | APG            | SPG            | BPG            | PPG            |
| ---------------------------------------------------------------------------------------- | ---------------- | ---------------- | ---------------- | ---------------- | ---------------- | ---------------- | ---------------- | ---------------- | ---------------- | ---------------- | ---------------- | ---------------- | -------------- | -------------- | -------------- | -------------- | -------------- | -------------- | -------------- | -------------- | -------------- | -------------- | -------------- |
| 1970/71                                                                                  | Сан-Диего Рокетс | 77               |                  | 13,8             | 38,3             |                  | 65,2             | 4,9              | 0,9              |                  |                  | 5,3              | Не участвовал  | Не участвовал  | Не участвовал  | Не участвовал  | Не участвовал  | Не участвовал  | Не участвовал  | Не участвовал  | Не участвовал  | Не участвовал  | Не участвовал  |
| 1971/72                                                                                  | Хьюстон          | 78               |                  | 34,5             | 49,5             |                  | 72,3             | 11,8             | 1,5              |                  |                  | 15,0             | Не участвовал  | Не участвовал  | Не участвовал  | Не участвовал  | Не участвовал  | Не участвовал  | Не участвовал  | Не участвовал  | Не участвовал  | Не участвовал  | Не участвовал  |
| 1972/73                                                                                  | Хьюстон          | 81               |                  | 36,7             | 47,8             |                  | 74,6             | 11,6             | 2,2              |                  |                  | 19,3             | Не участвовал  | Не участвовал  | Не участвовал  | Не участвовал  | Не участвовал  | Не участвовал  | Не участвовал  | Не участвовал  | Не участвовал  | Не участвовал  | Не участвовал  |
| 1973/74                                                                                  | Хьюстон          | 80               |                  | 40,3             | 53,6             |                  | 84,8             | 9,0              | 3,1              | 1,1              | 0,8              | 24,5             | Не участвовал  | Не участвовал  | Не участвовал  | Не участвовал  | Не участвовал  | Не участвовал  | Не участвовал  | Не участвовал  | Не участвовал  | Не участвовал  | Не участвовал  |
| 1974/75                                                                                  | Хьюстон          | 81               |                  | 38,7             | 52,5             |                  | 79,0             | 7,6              | 2,9              | 0,9              | 0,3              | 20,7             | 8              |                | 38,0           | 56,3           |                | 83,3           | 8,0            | 2,9            | 0,1            | 0,5            | 23,0           |
| 1975/76                                                                                  | Хьюстон          | 79               |                  | 36,9             | 51,7             |                  | 76,7             | 8,4              | 2,4              | 0,5              | 0,2              | 18,5             | Не участвовал  | Не участвовал  | Не участвовал  | Не участвовал  | Не участвовал  | Не участвовал  | Не участвовал  | Не участвовал  | Не участвовал  | Не участвовал  | Не участвовал  |
| 1976/77                                                                                  | Хьюстон          | 81               |                  | 38,6             | 51,0             |                  | 83,9             | 8,4              | 2,1              | 0,7              | 0,3              | 21,6             | 12             |                | 38,1           | 50,5           |                | 78,4           | 5,4            | 2,0            | 0,6            | 0,3            | 20,3           |
| 1977/78                                                                                  | Хьюстон          | 23               |                  | 36,9             | 48,5             |                  | 75,3             | 6,0              | 1,4              | 0,7              | 0,2              | 21,5             | Не участвовал  | Не участвовал  | Не участвовал  | Не участвовал  | Не участвовал  | Не участвовал  | Не участвовал  | Не участвовал  | Не участвовал  | Не участвовал  | Не участвовал  |
| 1978/79                                                                                  | Хьюстон          | 74               |                  | 35,7             | 51,7             |                  | 76,0             | 7,7              | 1,9              | 0,6              | 0,2              | 19,0             | 2              |                | 32,0           | 39,1           |                | 40,0           | 7,0            | 1,0            | 0,5            | 0,5            | 10,0           |
| 1979/80                                                                                  | Хьюстон          | 62               |                  | 29,6             | 47,6             | 27,8             | 80,3             | 5,8              | 1,8              | 0,5              | 0,2              | 14,2             | 7              |                | 26,4           | 37,5           | 14,3           | 69,2           | 5,7            | 1,4            | 0,3            | 0,0            | 8,3            |
| 1980/81                                                                                  | Хьюстон          | 52               |                  | 24,3             | 46,7             | 23,5             | 79,3             | 4,0              | 1,6              | 0,4              | 0,1              | 11,6             | 8              |                | 3,9            | 11,1           | 0,0            | 66,7           | 0,8            | 0,0            | 0,0            | 0,0            | 0,8            |
|                                                                                          | Всего            | 768              |                  | 33,5             | 50,1             | 26,2             | 78,4             | 8,1              | 2,0              | 0,7              | 0,3              | 17,4             | 37             |                | 28,1           | 48,9           | 10,0           | 77,1           | 5,1            | 1,6            | 0,3            | 0,2            | 13,8           |
| Наведите курсор мыши на аббревиатуры в заголовке таблицы, чтобы прочесть их расшифровку. |                  |                  |                  |                  |                  |                  |                  |                  |                  |                  |                  |                  |                |                |                |                |                |                |                |                |                |                |                |